# Palazzo Lupi (Bergamo)
Il palazzo Lupi è un fabbricato posto sulla storica Via Pignolo di Bergamo che prende il nome dalla famiglia che lo abitò per molti secoli, fino al 1937.

## Storia
Un atto del 19 marzo 1580 rogato dai notai Gabriele Lazzaroni e Giuseppe di Antonio Bresciani, riporta che Orazio di Pietro fu Salvo Lupi acquistò una terra casata, lobiata, coltivata, cilterata ortiva e broliva da un certo Giovanni Antonio fu Giovanni Agostino Fontana di Averara. Quindi un discendente della famiglia Lupi acquistò un immobile in via Pignolo, località che si stava urbanizzando dopo che molti nobili, a causa della distruzione delle loro abitazioni per la costruzione delle mura veneziane, e i nuovi ricchi commercianti, cercarono nuove zone cittadine edificando ricchi palazzi. Dato il periodo particolare che sembrava richiedesse nuove costruzioni come strutture militari, l'atto fu vincolato dal pericolo che il palazzo potesse essere distrutto per queste nuove esigenze, in qual caso il venditore doveva entro due anni restituire 450 scudi d'oro da 7 lire ciascuno. Il prezzo doveva essere versato per la festa di San Martino di Tours nella cifra di 400 scudi e il rimanente entro il maggio del 1581.
Risulta probabile che il fabbricato sia stato restaurato nel 1560 portandolo all'aspetto che poi ha mantenuto, la parte interna fu ultimata nel 1590. Il palazzo fu decorato da Pietro Paolo Piravano nel 1703 e dal figlio Anton Maria e una cornice che era ritenuta dei Fantoni parrebbe invece che siano opere di artisti non italiani.
Una erronea notizia vorrebbe che il palazzo fosse stato in origine della famiglia Morandi passando poi ai Lupi per dote di Laura che sposò di Paolo Lupi nel 1749. La dote della sposa consistette invece in 8 000 scudi. Gli sposi inoltre non abitarono in via Pignolo ma nella parrocchia di San Salvatore, posta nella parte alta cittadina. La presenza della sigla CPL inserita nella decorazione del loggiato posto al primo piano confermerebbe la presenza dopo il 1772 del conte Paolo Lupi. Il piano terreno fu decorato da Giulio Motta nel 1824, mentre fu Grazioso Rusca a decorare le altre stanze, presentandoci un palazzo, nel suo interno, completamente affrescato.
Alcune abitazioni che si affacciavano su via Monte Ortigara, per rispondere a una nuova urbanizzazione, necessitavano di essere abbattute, tra cui parti di palazzo Lupi, dopo che ne furono espropriati i proprietari. Il progetto non vide mai completo compimento. La piantina cittadina del 1768 redatta da Joseph Jerome Lalande ubica il palazzo nella medesima posizione. Il fabbricato fu diviso tra i diversi eredi della famiglia il 12 luglio 1855. Nel 1810 venivano indicati quali proprietari del palazzo Paolo, Giacomo, Vittorio, Corrado e Giulio, tutti fratelli di Luigi fu Luigi e Giovanna Moretti che ne era usufruttuaria dopo la morte del marito.
Nel 1910, rinnovato nel 1957, il palazzo fu soggetto al vincolo del Ministero della Pubblica Istruzione. Il palazzo fu messo all'asta al prezzo di 72000 lire il 21 maggio 1937 dopo che i fratelli conti Lupo e Gherardo Lupi avevano da pagare tasse per 15882,75 Lire. L'asta fu aggiudicata all'avvocato Alessandro Pedrocchi fu Ernesto di Clusone che abitava via XX Settembre il quale offrì 72100 Lire, e nome e per conto di Fermo fu Giuseppe Pinetti residente a Bergamo in via Cucchi. Questi vendette il fabbricato alle Suore dell'Unione di Santa Caterina da Siena nell'ottobre del 1940 che trasformarono i locali in aule scolastiche: Magistero Professionale della Donna.  Proprio in questo periodo fu demolito lo scalone rinascimentale interno, mentre alcune sale furono riunite in un'unica cappella votiva. Si consideri che il palazzo aveva ben 177 vani che furono ridotti a 55. Nel 1950 le suore dell'istituto si trasferirono a Gubbio e con decreto di esproprio del 24 luglio 1950 l'immobile fu acquistato dal Demanio dello Stato per essere poi ceduto al Ministero della Difesa, diventando la sede del Comando Divisione ″Legnano″ e poi Comando Brigata Meccanizzata ″Legnano″. Il salone fu restaurato nel 1988 diventando salone per pubbliche manifestazioni. Vi è una foto degli inizi del XX secolo che testimonia la ricchezza degli interni e la grande collezione di quadri raffiguranti gli antenati della famiglia.
Con la chiusura della caserma il fabbricato è stato messo in vendita dalla Cassa Depositi e Prestiti.

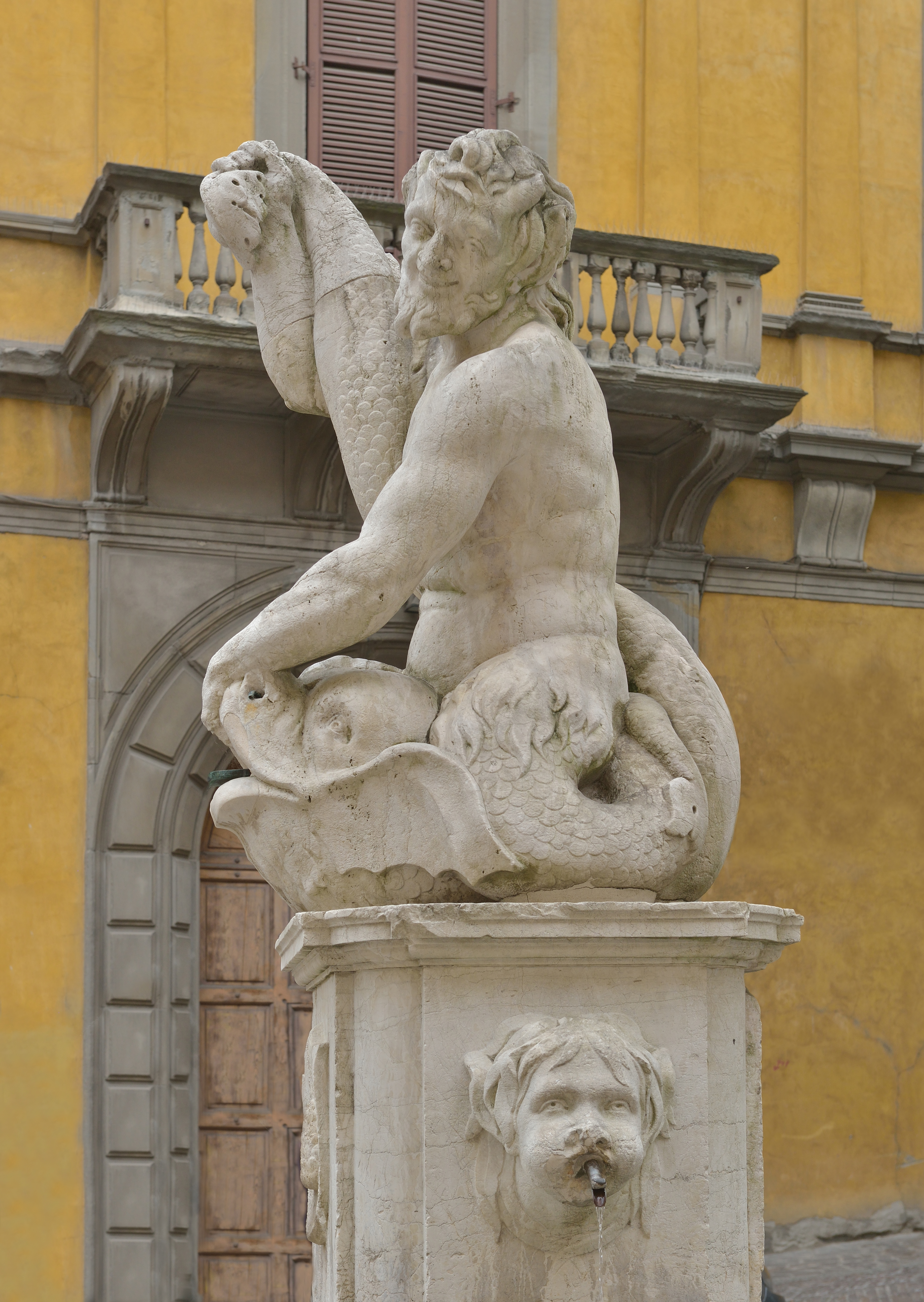
Fontana del Delfino e ingresso palazzo Lupi

## Descrizione
Il palazzo, di grandi dimensioni, è infatti, 4.274 mq. calpestabili più 2.270 mq. di giardino, è posto in via Pignolo e via Pelabrocco nella zona extra moenia cittadina, affacciandosi sulla piazzetta del Delfino al civico 98. Il palazzo ha avuto uno sviluppo intorno al cortile posto sul retro del fabbricato con due lati porticati e due loggiati superiori, situazione tipica delle abitazioni bergamasche del Cinquecento. Sulla parte dei loggiati sono poste le sale di rappresentanza, accessibili da uno scalone poi eliminato. La facciata si presenta nella parte su via Pignolo e Pelabrocco con il grande portone d'accesso centrale e due finestre quadrate per lato complete di inferriate. cornici marcapiano intercalati da paraste binate con stilemi ionici dividono la facciata su due piani con mezzanino centrale. Il piano nobile presenta un bel balcone centrale con mensole aggettanti e ampie finestre con cornici modanate. La facciata termina con il cornicione a guscia con aperture circolari corrispondenti alle aperture dei piani inferiori.
Oltre l'ingresso che conduce in un locale voltato, si raggiunge il loggiato e il cortile esterno. I due piani del loggiato si presentano di altezze differenti, minori nella parte superiore per permettere una esatta visione prospettica dell'insieme. Le sale poste al pianoterra e al primo piano sono affrescate. L'ultima sala al primo piano detta sala degli angeli per la raffigurazione di un personaggio alato, è di particolare interesse, presenta sulle pareti quadrature con cornici rettangolari modanate a finto marmo lucidato, con al centro figure danzanti rappresentanti le Menadi. L'affresco sovrapporta, secondo Luigi Angelini, raffigurava l'episodio di Enea che fugge da Troia. Una cornice percorre tutta la stanza separando le pareti al soffitto voltato, con raffigurazioni di arti e scienze negli spazi trapezoidali che collegano la parete alla parte flessa a botte. Sopra le tre porte vi sono lunette rappresentanti scene mitologiche. Di ottima realizzazione sono i dipinti inseriti in tre semitondi, che raccontano gli episodi della leggenda di Bacco e Arianna. Al centro del soffitto vi è raffigurato Bacco, con un tralcio di vite,  che incontra Arianna, sola e abbandonata sull'isola di Nasso da Teseo. La prima sala fu restaurata nel 1987, e si presenta nei tenui colori pastello del verde e dell'ocra, un tempo adibita a sala a mensa ufficiali. la sala successiva si presenta con colori accesi. Forse fu decorata da Francesco Pirovano e Domenico Menozzi che agli inizi del XIX secolo decorarono anche il teatro Sociale. LA più ampia delle sale è la terza che era quella dedicata ai ricevimenti. Presenta affreschi a motivo epico. Il soffitto è affrescato con spirali di foglie d'acanto e ghirlande di fiori portate da soggetti femminili, mentre i quattro medaglioni raffigurano scende dell'Iliade.
Il palazzo è considerato, sotto l'aspetto architettonico, tra i migliori palazzi cittadini.